# Temporada 1891 de la Liga Nacional
La Temporada 1891 de la Liga Nacional fue la decimosexta temporada de la Liga Nacional.
Los Boston Beaneaters  lograron su cuarto campeonato en la liga.

## Estadísticas
|                       | \| Liga Nacional[2] \| \| \| \| \| \| Club \| G \| P \| PG % \| GB \| \| Boston Beaneaters \| 87 \| 51 \| .630 \| - \| \| Chicago Colts \| 82 \| 53 \| .607 \| 3.5 \| \| New York Giants \| 71 \| 61 \| .538 \| 13.0 \| \| Philadelphia Phillies \| 68 \| 69 \| .496 \| 18.5 \| \| Cleveland Spiders \| 65 \| 74 \| .468 \| 22.5 \| \| Brooklyn Grooms \| 61 \| 76 \| .445 \| 25.5 \| \| Cincinnati Reds \| 56 \| 81 \| .409 \| 30.5 \| \| Pittsburgh Pirates \| 55 \| 80 \| .407 \| 30.5 \| |    |      |      |
| Liga Nacional         | |    |      |      |
| Club                  | G | P  | PG % | GB   |
| Boston Beaneaters     | 87 | 51 | .630 | -    |
| Chicago Colts         | 82 | 53 | .607 | 3.5  |
| New York Giants       | 71 | 61 | .538 | 13.0 |
| Philadelphia Phillies | 68 | 69 | .496 | 18.5 |
| Cleveland Spiders     | 65 | 74 | .468 | 22.5 |
| Brooklyn Grooms       | 61 | 76 | .445 | 25.5 |
| Cincinnati Reds       | 56 | 81 | .409 | 30.5 |
| Pittsburgh Pirates    | 55 | 80 | .407 | 30.5 |

|  | Campeón. |